# Aeroporto de Edimburgo
O Aeroporto de Edimburgo (IATA: EDI, ICAO: EGPH) é o mais movimentado aeroporto da Escócia e o 7º mais importante do Reino Unido, em movimento de passageiros, sendo também o 5º em movimento de aeronaves. Localizado a cerca de 9 km do centro de Edimburgo, recebeu mais de 9 milhões de passageiros em 2008. 
Estima-se que irá receber mais de 26 milhões de passageiros por ano na década de 2030.

## História
O Turnhouse Aerodrome (Aeródromo de Turnhouse) era a base britânica mais setentrional durante os anos da II Guerra Mundial e era usado pelos Royal Flying Corps, atualmente extinta. A pequena base foi inaugurada em 1915, sendo usada para abrigar alguns dos esquadrões da RAF. 
Em 1918, a Real Força Aérea foi oficialmente formada e o aeroporto teve seu nome modificado para RAF Turnhouse, passando a ser administrado pelo Ministério da Defesa. Quando a II Grande Guerra estorou, o aeroporto serviu de base para os famosos Supermarine Spitfires.